# Gadmerwasser
Gadmerwasser är ett vattendrag i Schweiz. Det ligger i den centrala delen av landet. Gadmerwasser mynnar i Aare.
I omgivningarna runt Gadmerwasser växer i huvudsak blandskog och ängar.